# SLM Stockholm
SLM Stockholm står för Scandinavian Leather Men Stockholm och är en läderklubb det vill säga en klubb för homo- och bisexuella män inom läderkulturen och närliggande fetischer. Föreningen grundades 1975 och är därmed en av Europas äldsta läderklubbar. Föreningens första lokaler låg på Skeppar Karls gränd och senare på Gåsgränd i Gamla stan. Sedan 1990 huserar SLM på Södermalm, nära Mariatorget.
Klubben är en ideell förening som drivs av medlemmar, för medlemmar, baserad helt och hållet på ideellt arbete.
Medlemskap i klubben krävs för att kunna delta i klubbens arrangemang. Medlemskap kan man ansöka om på klubbens webbplats.
Klubben brukar oftast avsätta ett särskilt tema för varje kväll de har öppet, till exempel läder, gummi, sport, helnaket, underkläder, uniform, skinhead etc. Vid temakvällar är dörrpolicyn strikt i enlighet med klädkoden för kvällens tema. På visa lördagar finns DJ på plats, som spelar framförallt techno och house.
SLM Stockholm arrangerar årligen Baltic Battle, vilket är en större internationell partyhelg, oftast i en annan lokal, specifikt avsatt till de fetischer och teman som den vanliga klubben representerar. Till Baltic Battle inbjuds läderklubbar från hela Europa. Denna fest brukar innefatta flera dansgolv och även darkroom. Bastille är ett event som arrangerats årligen sedan 1991 i februari/mars, och har ett tema baserat på Frank Webbers konstnärskap med bland annat gearfetishism.
SLM Stockholm är medlem i en paraplyorganisation för liknande klubbar i Norden och Baltikum - Top of Europe - ToE.  Klubbarna samarbetar och utbyter erfarenheter med varandra regelbundet.